# Mesiméri (ort i Grekland, Nomós Péllis)
Mesiméri är en ort i Grekland.   Den ligger i prefekturen Nomós Péllis och regionen Mellersta Makedonien, i den norra delen av landet, 300 km norr om huvudstaden Aten. Mesiméri ligger 437 meter över havet och antalet invånare är 899.
Terrängen runt Mesiméri är lite bergig, och sluttar österut. Runt Mesiméri är det ganska tätbefolkat, med 83 invånare per kvadratkilometer. Närmaste större samhälle är Édessa, 2,1 km nordost om Mesiméri. 